# アザディ!?
アザディ!? （AZADI !?）は、2002年5月22日に発売された ヤポネシアン・ボールズ・ファウンデーションのアルバム。

## 解説
ソウル・フラワー・ユニオンの中川敬と、活動停止期間中であったヒートウェイヴの山口洋によって結成されたヤポネシアン・ボールズ・ファウンデーションによる、現時点での唯一のアルバム。
本作は、デッド・ケネディーズ、ビーチ・ボーイズ、ボブ・ディラン、ジョン・ケイル、オンリー・ワンズなどの楽曲が日本語のリワードでカバーされており、「9.11（アメリカ同時多発テロ事件）」に呼応した楽曲など、両者の最もパンキッシュな側面が抽出された作風になっている。中川によると、同時期にレコーディングされ、やはりカバー曲を多く含む『ラヴ・プラスマイナス・ゼロ』（ソウル・フラワー・ユニオン）と「対のアルバム」ということである。
なお、アルバム・タイトルの「アザディ」は、アフガニスタンのパシュトゥン語で「自由」を意味する。アルバム・ジャケットは、ストリップ劇場の浅草ロック座で撮影され、そこで偶然知り合ったAV女優の夢野まりあがジャケットを飾っている。

## 収録曲
1. WE'RE GONNA HAVE A REAL GOOD TIME TOGETHER
2. KILL THE POOR
3. BORED WITH THE U.S.A.
4. JAPONESIAN DIARY
5. DO YOU WANNA DANCE?
6. MOGURA JAMBOREE
7. NO REGRETS
8. ANOTHER GIRL, ANOTHER PLANET
9. CHICKEN SHIT
10. UNCLE SAM KILLS YOU
11. GOIN', GOIN', GONE
12. MASS COMMUNICATION ENFOLDS YOU GENTLY

## 備考
- M-1 ヴェルヴェット・アンダーグラウンド のカバー
- M-2 デッド・ケネディーズ のカバー（日本語詞：中川敬）
- M-6 ニューエスト・モデル のカバー
- M-8 オンリー・ワンズのカバー（日本語詞：渡辺圭一）
- M-9 ジョン・ケイル のカバー（日本語詞：渡辺圭一）
- M-11 ボブ・ディラン のカバー（日本語詞：山口洋）
- M-12 ニューエスト・モデル のカバー